# Gens Autronia
La gens Autronia era una familia de plebeyos de la Antigua Roma. Personas de esta gens fueron noticia en el último siglo de la República; el primer miembro que obtuvo el consulado fue Publius Autronius Paetus, en 65 a. C.. Sin embargo, fue acusado de corrupción electoral, junto con su colega de consulado, por Lucio Aurelio Cota, y Lucio Manlio Torcuato y al ser declarados culpables, ambos fueron reemplazados por sus acusadores.

## Ramas y cognomina
El único apellido de los Autronii era Paetus, un cognomen en muchas otras gentes. Originalmente significaba una persona que tenía un leve defecto en el ojo, pero sin una distorsión tan completa de visión como Strabo.